# Merla de l'Himàlaia
La merla de l'Himàlaia (Turdus maximus) és un ocell de la família dels túrdids (Turdidae).

## Hàbitat i distribució
Habita el sotabosc i matolls de l'Himàlaia, des del nord del Paquistan fins al sud-est del Tibet.